# 955 Alstede
955 Alstede è un asteroide della fascia principale del diametro medio di circa 17,33 km. Scoperto nel 1921, presenta un'orbita caratterizzata da un semiasse maggiore pari a 2,5949805 UA e da un'eccentricità di 0,2893877, inclinata di 10,68696° rispetto all'eclittica.
Il suo nome è in onore di Lina Alstede Reinmuth, la moglie dello scopritore.